# لیکویی دم‌حنایی
لیکویی دم‌حنایی (نام علمی: Chrysomma poecilotis) نام یک گونه از تیره سسکیان است.